# Юриевка (Анновская сельская община)
Юриевка (укр. Юріївка; до 2025 года — Юрьевка) — село в Анновской сельской общине Новоукраинского района Кировоградской области Украины.
Население по переписи 2001 года составляло 131 человек. Почтовый индекс — 27165. Телефонный код — 5251. Код КОАТУУ — 3524080306.
В июне 2025 года, постановлением Верховной Рады Украины селу было присвоено название Юриевка